# 新生兒結膜炎
新生儿结膜炎（neonatal conjunctivitis）是指發生於出生后 28 天内的眼睛外部的炎症反應。症状包括可能出現眼睑的肿胀或疼痛，并伴隨眼睛发红和分泌物增加。分泌物可能像清澈如水或是黄色。若不治疗，并发症可能包括失明。
原因包括感染、刺激反應或鼻淚管阻塞。感染的病原體包括淋病球菌、披衣菌和疱疹，通常是生產過程通过产道时感染的。其他感染包括金黃色葡萄球菌、肺炎鏈球菌和假单胞菌。常见造成刺激反應的原因，包括：為了预防感染而使用的硝酸银，通常在使用後的48小时内發生。依症状诊断，必要時會併用革蘭氏染色和细菌培养 。
为了预防感染，在孩子出生后的數小时内，會在眼睛使用含有抗生素的眼藥水滴劑，通常是红霉素或硝酸银 。在美国大多数州的法律都要求这样做。当怀疑感染时，通常會在双眼涂抹氯霉素眼藥膏。其它劑型的抗生素也可能使用，如：口服的红霉素；或注射的头孢噻肟 。由刺激引起的症状，通常会在 2 至 4 天内消失。
新生儿结膜炎相對常见，但世界各地的发病率不同 。在美国婴儿的發生率约為 1% 至 2% 。在已開發國家，由性傳染病造成的結膜炎，在過去很常见，但如今已少見，但在发展中国家，性傳染病引起的生生兒結膜炎仍很常见。在 19 世纪末，它是欧洲最常见的失明原因之一。